# Christina Josepha Schmetterling
Christina Josepha Schmetterling (* 18. Dezember 1793 in Amsterdam; † 18. März 1840 ebenda) war eine niederländische Malerin und Aquarellistin.

## Leben und Werk
Christina Josepha Schmetterling wurde 1793 in Amsterdam als Tochter des Miniaturmalers Josef Adolf Schmetterling (1751–1828) und Antonia Blom (ca. 1770–1850) geboren. Sie wuchs in einer Großfamilie mit mindestens drei Brüdern und zehn Schwestern auf. Von diesen starb eine früh. Zur Künstlerin wurde sie gemeinsam mit ihrer jüngeren Schwester Elisabeth Barbara von ihrem Vater in verschiedenen Mal- und Stichtechniken ausgebildet. Sie spezialisierte sich auf die Aquarellmalerei von Stillleben mit Blumen und Früchten im Stil von Jan van Huijsum und fertigte auch Kopien seiner Gemälde an.
Zwischen 1818 und 1838 stellte Schmetterling ihre Arbeiten regelmäßig auf den Ausstellungen der Levende Meesters aus. Außerdem gab sie Zeichenunterricht. Sie lebte ihr ganzes Leben in Amsterdam in der Oude Spiegelstraat 8 und blieb unverheiratet.
Christina Josepha Schmetterling starb am 18. März 1840 in Amsterdam.

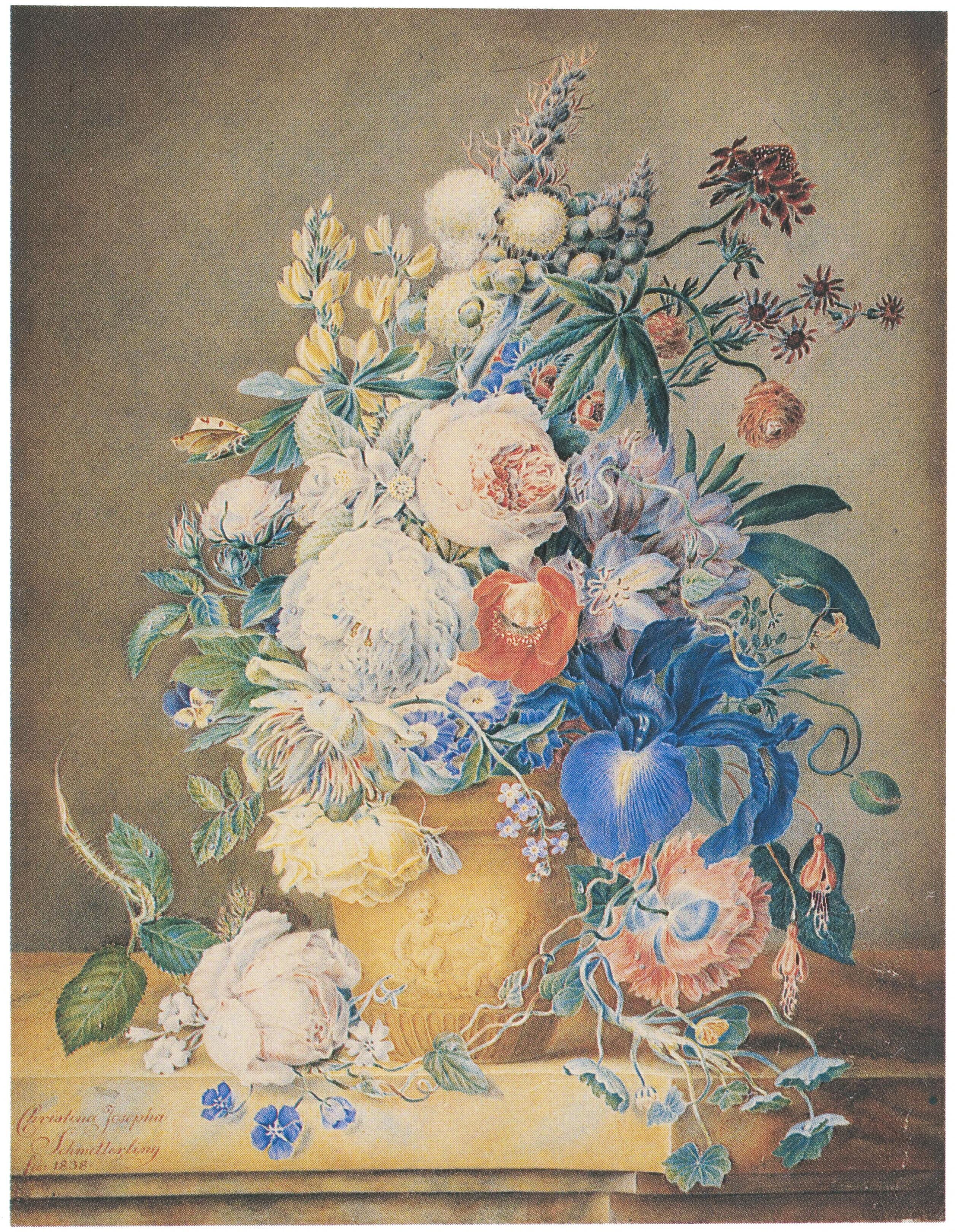
Blumenstillleben, 1838
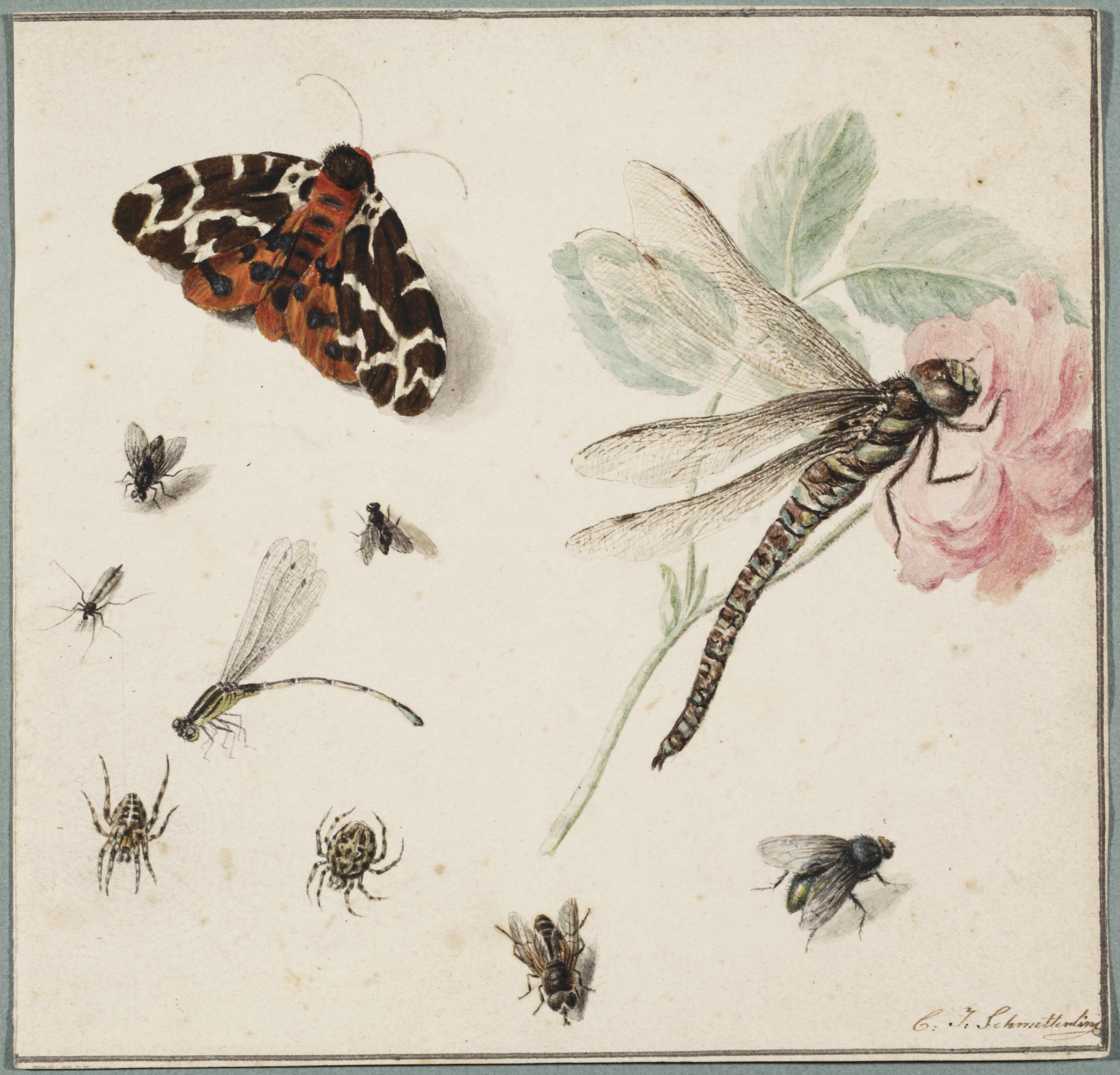
Insekten, zwischen 1811 und 1840
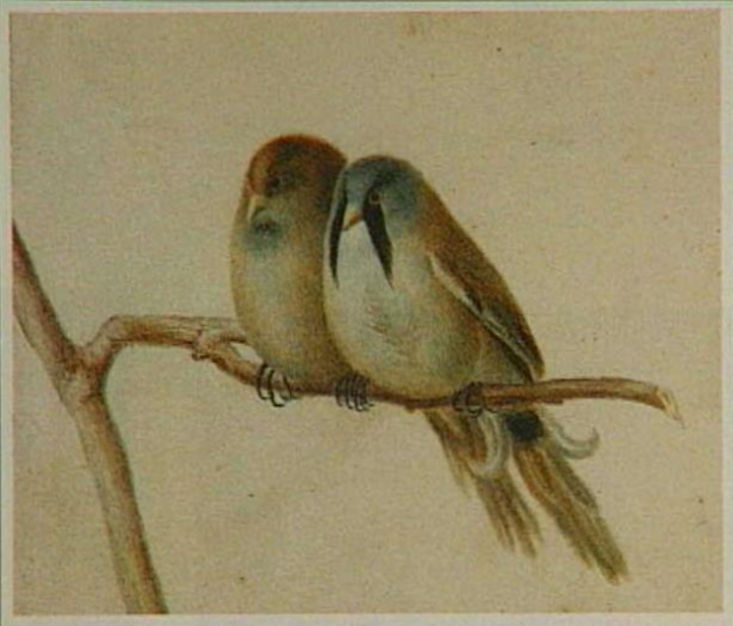
Zwei Bartmeisen auf einem Ast, 1820